# Svenska Superligan för herrar 2014/2015
Svenska Superligan 2014/2015, SSL 2014/2015, är Sveriges högsta division i innebandy för herrar säsongen 2014/2015. 14 lag deltar i serien, 12 från den föregående säsongen och två nykomlingar från de två allsvenska serierna. Alla lag deltar i en grundserie om totalt 26 omgångar, där de åtta främsta går vidare till slutspel och de två sista flyttas ner till Allsvenskan.

## Tabell
Alla lag mötte varandra två gånger, en gång hemma och en gång borta, vilket gav totalt 26 matcher per lag i grundsäsongen. En match kunde antingen vinnas vid full tid, vilket gav tre poäng till det vinnande laget och noll poäng till förlorarna, eller efter en förlängning om fem minuter, vilket gav två poäng till det vinnande laget och en poäng till det förlorande laget. Utöver det kunde en match sluta oavgjort om matchen inte avgjordes under förlängningen, vilket innebar att båda lagen får en poäng var.
|     | Svenska Superligan      | SM | V  | O  | F  | ÖTV | GM  | IM  | MS  | P  |
| --- | ----------------------- | -- | -- | -- | -- | --- | --- | --- | --- | -- |
| 1.  | Pixbo Wallenstam IBK    | 26 | 17 | 5  | 4  | 3   | 189 | 115 | +74 | 59 |
| 2.  | IBF Falun               | 26 | 16 | 6  | 4  | 5   | 162 | 120 | +42 | 59 |
| 3.  | Linköping IBK           | 26 | 13 | 6  | 7  | 2   | 153 | 113 | +40 | 47 |
| 4.  | Hide-a-Lite Mullsjö IBK | 26 | 13 | 6  | 7  | 1   | 144 | 116 | +28 | 46 |
| 5.  | Växjö IBK               | 26 | 9  | 12 | 5  | 5   | 162 | 141 | +21 | 44 |
| 6.  | IK Sirius IBK           | 26 | 12 | 4  | 10 | 2   | 152 | 128 | +24 | 42 |
| 7.  | FC Helsingborg          | 26 | 10 | 8  | 8  | 4   | 137 | 135 | +2  | 42 |
| 8.  | Warberg IC              | 26 | 9  | 9  | 8  | 3   | 120 | 121 | -1  | 39 |
|     |                         |    |    |    |    |     |     |     |     |    |
| 9.  | IBK Dalen               | 26 | 11 | 5  | 10 | 1   | 126 | 153 | –27 | 39 |
| 10. | Storvreta IBK           | 26 | 11 | 3  | 12 | 2   | 148 | 134 | +14 | 38 |
| 11. | AIK                     | 26 | 7  | 6  | 13 | 3   | 122 | 140 | -18 | 30 |
| 12. | Granlo BK               | 26 | 5  | 6  | 15 | 3   | 121 | 167 | –46 | 24 |
|     |                         |    |    |    |    |     |     |     |     |    |
| 13. | Höllvikens IBF          | 26 | 5  | 4  | 17 | 0   | 112 | 182 | –70 | 19 |
| 14. | KAIS Mora IF            | 26 | 2  | 4  | 20 | 2   | 114 | 197 | –83 | 12 |

|  |                                         |
|  | Lag 1–8: Till slutspel                  |
|  | Lag 13–14: Nedflyttade till Allsvenskan |

## Slutspel

### Kvartsfinaler
- Pixbo Wallenstam IBK – FC Helsingborg 2–4 i matcher
  - 5–6 sd; 5–4; 4–5 sd; 8–5; 3-4 sd; 2-6
- Linköping IBK –  Warberg IC 4–0 i matcher
  - 5–4; 5–3; 3–2 sd; 6–4
- IBF Falun – IK Sirius IBK 4–1 i matcher
  - 9–3; 1–6; 8–0; 6–3; 9-0
- Hide-a-Lite Mullsjö IBK – Växjö IBK 4–3 i matcher
  - 2–4; 5–6; 7–3; 4–3 sd; 5–4; 2–3 sd; 11–3

### Semifinaler
Semifinalerna spelades även dem i bäst av sju matcher och inleddes den 26 mars och hade därefter speldagar den 27, 29 och 30 mars samt 1, 3, 5 och 7 april.
- Linköping IBK – FC Helsingborg 4–1 i matcher
  - 5–0; 3–2 sd; 3–4 sd; 4–3 str; 8–3
- IBF Falun – Hide-a-Lite Mullsjö IBK 4–0 i matcher
  - 8–2; 5-4 sd; 5-4 sd; 5-4 sd

### Final
Finalen spelades i Globen, Stockholm lördagen den 18 april.
- IBF Falun – Linköping IBK 6–4